# Operazione Catherine

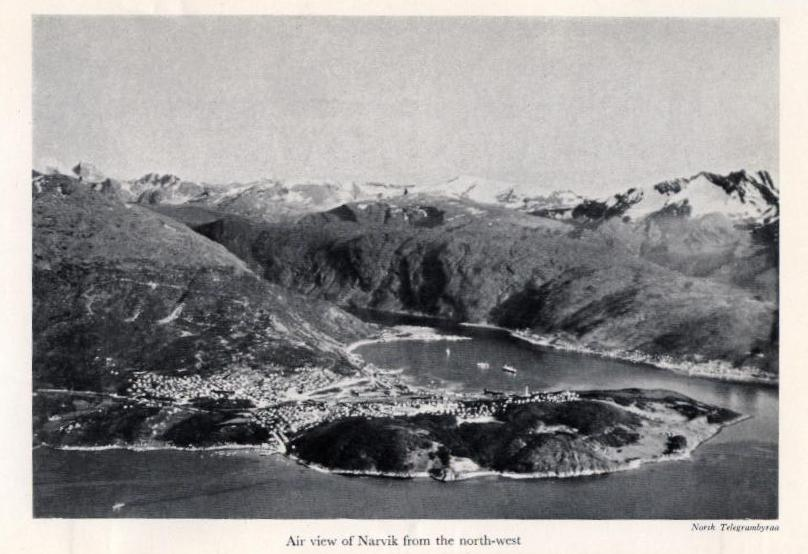
La città di Narvik ed il suo porto, uno dei punti di partenza delle navi che trasportavano il ferro in Germania

L'operazione Catherine fu un progetto segreto britannico, mirante ad interrompere le forniture di ferro svedese alla Germania durante la seconda guerra mondiale.

## Antefatti
La Svezia era un importantissimo produttore di minerale di ferro, assolutamente indispensabile alla Germania al fine di realizzare la sua politica industriale, civile e militare. Il paese scandinavo esportava il materiale mediante le navi che salpavano dal porto norvegese di Narvik e da due porti svedesi; questi però non erano praticabili tutto l'anno, a causa del ghiaccio, mentre quello di Narvik, grazie alla corrente del Golfo, lo era sempre.

## L'operazione
I britannici, secondo un'idea di Winston Churchill, progettarono di inviare tre obsolete navi da battaglia della Classe Revenge, alleggerite e con i ponti pesantemente corazzati, con lo scopo di distruggere il traffico mercantile tra i porti svedesi e quelli tedeschi, e tale operazione prese il nome di Catherine.
Le tre navi destinate all'operazione furono l'HMS Royal Sovereign, l'HMS Revenge e l' HMS Resolution; esse avevano scarse qualità nautiche ed erano di scarsa utilità ai fini operativi dell'inizio del conflitto, pertanto ne venne progettato sia un alleggerimento che l'installazione di carene antisiluro, che ne avrebbero rallentato ulteriormente la velocità ma diminuito il pescaggio permettendone l'avvicinamento alla costa. L'idea era di rimuovere due delle tre torri da 381mm sostituendole con simulacri di legno per alleggerirle, installare numerosi cannoni antiaerei e pesanti lastre di acciaio sui ponti per proteggere dalle bombe di aereo, ma la realizzazione di queste modifiche fu abbandonata sia per altre priorità d'impiego dei materiali necessari per convertire le navi che per la scarsità di manodopera specializzata.